# Psyence Fiction
Psyence Fiction é o álbum de estréia do grupo UNKLE, lançado em 1998 pela gravadora Mo'Wax. "Unreal" é a versão instrumental da faixa "Be There" (Featuring Ian Brown),  que foi lançada um ano mais tarde como single. Em algumas versões primárias do álbum, versões instrumentais de "Guns Blazing" e "The Knock" foram adicionadas como faixas 13 e 14. Em algumas versões do álbum, "Be There" foi adicionada como faixa 13. Outras versões, a do Japão, por exemplo, assim como a cópia promocional americana contem uma faixa escondida: "Intro (Optional)" como "faixa zero". A faixa pode ser acessada em alguns CD players pressionando "rewind" assim que o CD é inserido e a faixa 1 aparecer no visor. "Lonely Soul" apareceu no trailer do jogo Assassin's Creed para PS3, Xbox 360, e PC. Psyence Fiction ficou em 15º nas paradas da Austrália. E em número um  na rádio KTUH na semana de 12 de Outubro de 1998.

## Faixas
1. "Guns Blazing (Drums Of Death, Pt. 1)" – Featuring Kool G Rap – 5:01
2. "Unkle (Main Title Theme)" – 3:24
3. "Bloodstain" – Featuring Alice Temple – 5:57
4. "Unreal" – 5:10
5. "Lonely Soul" – Featuring Richard Ashcroft – 8:56
6. "Getting Ahead In The Lucrative Field Of Artist Management" – 0:54
7. "Nursery Rhyme/Breather" – Featuring Badly Drawn Boy – 4:45
8. "Celestial Annihilation" – 4:45
9. "The Knock (Drums Of Death, Pt. 2)" – Featuring Jason Newsted e Mike D – 3:57
10. "Chaos" – Featuring Mark Hollis ao piano e Atlantique Khan nos vocais – 4:42
11. "Rabbit in Your Headlights" – Featuring Thom Yorke – 6:10
12. "Outro (Mandatory)" – 1:06